# نشان هالیوود (فیلم)
نشان هالیوود (انگلیسی: The Hollywood Sign) فیلمی در ژانر کمدی-درام است که در سال ۲۰۰۱ منتشر شد. از بازیگران آن می‌توان به تام برنگر، راد استایگر، برت رینولدز و جکلین کیم اشاره کرد.